# Alberto Arnoldi
Alberto Arnoldi (fl. XIV secolo) è stato uno scultore e architetto italiano, attivo nella seconda metà del XIV secolo.

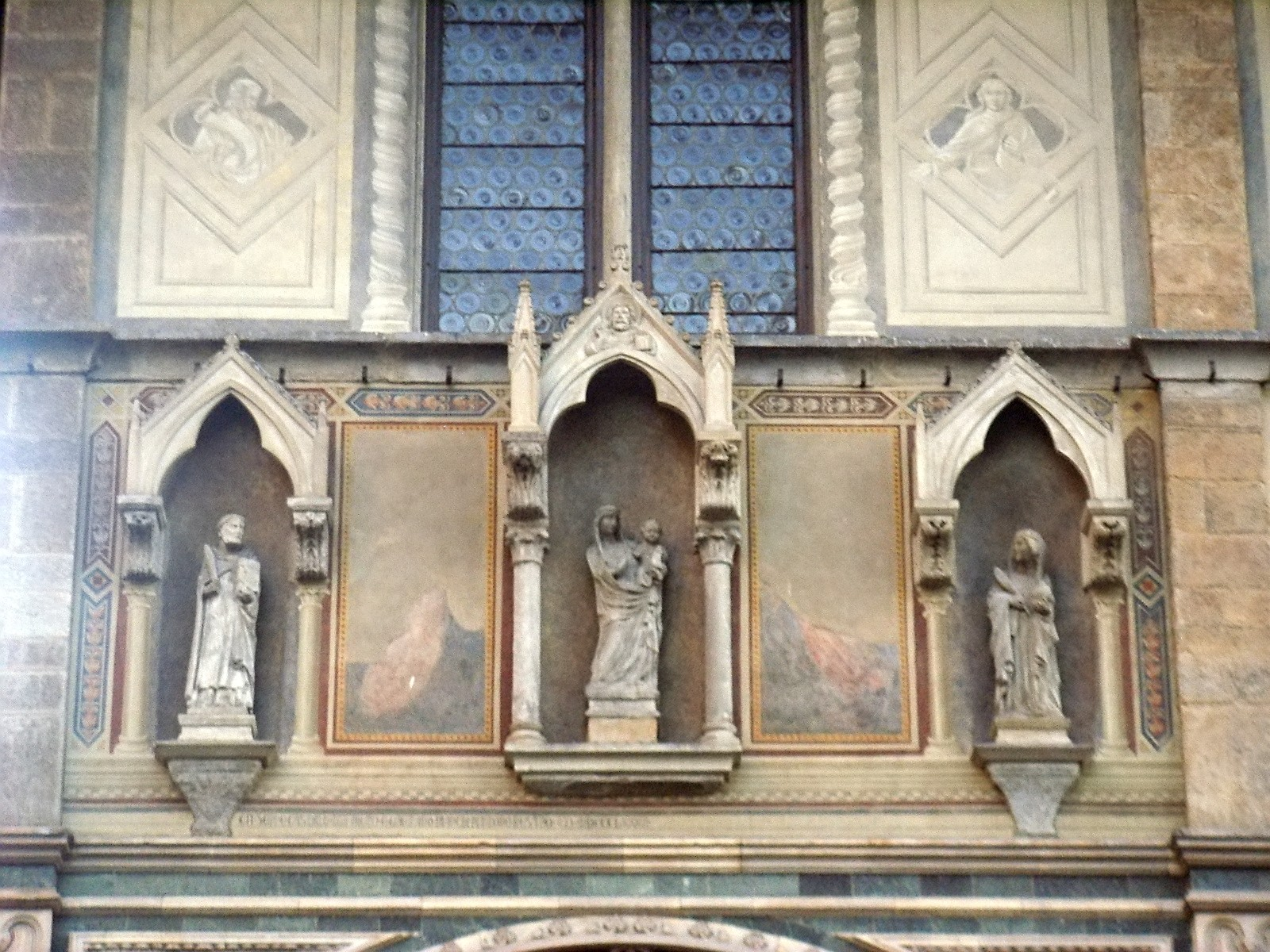
I rilievi nelle nicchie della Loggia del Bigallo

Di origine lombarda, è noto soprattutto per il suo lavoro a Firenze, dove portò avanti la decorazione del Campanile di Giotto con la serie dei sacramenti. Era infatti capomastro dell'Opera di Santa Maria del Fiore intorno al 1361 e prese probabilmente parte anche al progetto della Loggia del Bigallo (1352-1358).
Il suo stile è meno legato al gotico e più arcaizzante, con una strutturazione geometrica dell'immagine, tanto che si è parlato di "neo-romanico": il recupero dell'arco a tutto sesto fu delle ispirazioni per il futuro stile rinascimentale.
Sua è anche una grande Madonna (unica scultura di grandi dimensioni conosciuta dell'autore) conservata nella Loggia del Bigallo, così come le altre sculture nelle nicchie. Alcune sue opere si trovano anche al Museo nazionale del Bargello.